# Andreas Hügerich
Andreas Hügerich (* 24. Mai 1983 in Lichtenfels) ist ein deutscher Kommunalpolitiker (SPD) und Erster Bürgermeister der oberfränkischen Kreisstadt Lichtenfels.

## Werdegang
Hügerich besuchte die Realschule Burgkunstadt und schloss diese im Jahr 1999 mit der mittleren Reife ab. Er absolvierte bei der Stadt Lichtenfels eine Ausbildung zum Verwaltungsfachangestellten und übte seit dem Ausbildungsabschluss in den Jahren 2002 bis 2014 dort eine Tätigkeit als Standesbeamter aus.
Seit 1. Mai 2014 ist er berufsmäßiger erster Bürgermeister der Stadt Lichtenfels. Erstmals gewählt wurde er im ersten Wahlgang der Bürgermeisterwahl 2014 am 16. März. Bei der Wahl 2020 wurde er mit einem Stimmenanteil von 83,6 % bestätigt.

## Sonstiges
Als langjähriger Laufsportler nimmt Hügerich regelmäßig an Amateurwettkämpfen in der Region und dem Berlin-Marathon teil.